# Zavétnoie (Krasnodar)
|  | Per a altres significats, vegeu «Zavétnoie». |

Zavétnoie - Заветное (rus) és un possiólok del krai de Krasnodar, a Rússia. Es troba al delta del riu Kuban. És a 11 km al sud-oest de Poltàvskaia i a 81 km al nord-oest de Krasnodar.
Pertany al khútor de Protitxka.